# Хоружівська волость
Хоружівська волость — історична адміністративно-територіальна одиниця Роменського повіту Полтавської губернії з центром у селі Хоружівка.
Станом на 1885 рік складалася з 3 поселень, 7 сільських громад. Населення — 6719 осіб (3331 чоловічої статі та 3388 — жіночої), 1166 дворових господарства.
|                     | Площа, десятин | У тому числі орної, дес. |
| ------------------- | -------------- | ------------------------ |
| Сільських громад    | 5889           | 5416                     |
| Приватної власності | 6213           | 3812                     |
| Іншої власності     | 143            | 112                      |
| Загалом             | 12245          | 9340                     |

Основні поселення волості:
- Хоружівка — колишнє державне та власницьке село при річці Хусь за 35 верст від повітового міста, 5028 осіб, 875 дворів, 2 православні церкви, школа, богодільня, 2 постоялих будинків, 4 лавки, 68 вітряних млинів, 4 кузні, 8 маслобійних заводів, 4 ярмарки на рік. За 15 верст — цегельний завод.
- Іванівське — колишнє державне село при річці Терн, 1295 осіб, 241 двір, православна церква, постоялий будинок, 2 кузні, водяний і 23 вітряних млини, 2 маслобійних і винокурний заводи.

Старшинами волості були:
- 1900 року — селянин Роман Прокопович Дремлюга[2];
- 1904 року — селянин Аверьян Федотович Півень[3];
- 1906—1907 роках — відставний фельдфебель Стефан Пилипович Ігнатович[4],[5];
- 1913 року — Мусій Лукич Голуб[6];
- 1915 року — Наум Лукич Литвиненко[7];
- 1916 року — Іван Михайлович Нестеренко[8].